# تپه دیک باشی
تپه دیک باشی مربوط به عصر آهن است و در شهرستان کوثر، بخش فیروز، دهستان زرج آباد، روستای بورستان واقع شده و این اثر در تاریخ ۲۶ اسفند ۱۳۸۷ با شمارهٔ ثبت ۲۵۸۲۶ به‌عنوان یکی از آثار ملی ایران به ثبت رسیده است.